# Pavlov u Rynárce
Pavlov (deutsch Pawlow)  ist eine Gemeinde in Tschechien. Sie liegt vier Kilometer südöstlich von Pelhřimov und gehört zum Okres Pelhřimov.

## Geographie
Pavlov befindet rechtsseitig der Bělá im Tal des Nemojovský potok in der Böhmisch-Mährischen Höhe. Nördlich erhebt sich der Pavlovský kopec (564 m) und im Süden der Hůrka (580 m). Südwestlich verläuft die Eisenbahnstrecke von Pelhřimov nach Jindřichův Hradec, an der sich jenseits der Bělá die Bahnstation Rynárec befindet.
Nachbarorte sind Skrýšov im Norden, Putimov und Proseč pod Křemešníkem im Nordosten, Nemojov im Osten, Hartlíkov, Radňov und Zajíčkov im Südosten, Rovná im Süden, Rynárec im Südwesten, Vokov im Westen sowie Pelhřimov im Nordwesten.

## Geschichte
Pavlov entstand im 13. Jahrhundert als Befestigung zum Schutze der Stadt Pelhřimov. Die erste urkundliche Erwähnung des zur bischöflichen Herrschaft Řečice gehörigen Gutes Pavlov erfolgte im Jahre 1377. Nach der Teilung der Herrschaft blieb Pavlov beim Řečicer Anteil und gelangte 1497 an die Herren von Léskovec auf Nová Cerekev. Im Jahre 1614 kaufte Magdalana Robhamp von Ptení das Gut Pavlov. Im 17. Jahrhundert wurde Pavlov zum selbständigen Gut mit Schloss und Hof.
Nach der Aufhebung der Patrimonialherrschaften entstand 1850 die Gemeinde Pavlov. Zu sen Nachfolgenden Besitzern des Gutes gehörten u. a. Stanislav Štekl und der Abgeordnete Václav Donát.
1973 erfolgte die Eingemeindung nach Pelhřimov. Seit 1990 ist Pavlov wieder eine Gemeinde.
Über dem Ort liegt der Gutshof mit der früheren Brennerei. Am Teich Štenflík wurde früher ein kleines Wasserkraftwerk mit zwei Turbinen betrieben, das heute stillgelegt ist.

## Gemeindegliederung
Für die Gemeinde Pavlov sind keine Ortsteile ausgewiesen.

## Sehenswürdigkeiten
- Marterlsäule
- Jüdischer Friedhof, östlich des Dorfes an der Straße nach Nemojov

## Persönlichkeiten
- Václav Donát (1868–1954), der Politiker und Parlamentsabgeordnete der Agrarpartei lebte als Großgrundbesitzer in Pavlov